# Dragan
Dragan (kyrillisch Драган) ist ein serbokroatischer männlicher Vorname, der besonders häufig bei den Serben vorkommt. Die weibliche Form ist Dragana.

## Herkunft
Der Name ist abgeleitet vom slawischen drag (lieb, teuer) und bedeutet Geliebter, Liebster, Schatz.

## Namensträger

### Vorname
- Dragan Adžić (* 1969), montenegrinischer Handballtrainer
- Dragan Bender (* 1997), kroatischer Basketballspieler
- Dragan Bogavac (* 1980), montenegrinischer Fußballspieler
- Dragan Čavić (* 1958), bosnischer Ministerpräsident
- Dragan Čović (* 1956), bosnisch-kroatischer Politiker
- Dragan Džajić (* 1946), jugoslawischer Fußballspieler
- Dragan Espenschied (* 1975), deutscher Chiptune-Musiker und Medienkünstler
- Dragan Gajič (* 1984), slowenischer Handballspieler
- Dragan Holcer (1945–2015), jugoslawischer Fußballspieler
- Dragan Jočić (* 1960), Innenminister Serbiens
- Dragan Kićanović (* 1953), jugoslawisch-serbischer Basketballspieler
- Dragan Kosić (* 1970), montenegrinischer Schachspieler und -trainer
- Dragan Mance (1962–1985), serbischer Fußballspieler
- Dragan Mićanović (* 1970), serbischer Schauspieler
- Dragan Mikerević (* 1955), bosnischer Politiker
- Dragan Mrđa (* 1984), serbischer Fußballspieler
- Dragan Nikolić (1943–2016), jugoslawischer und serbischer Schauspieler
- Dragan Primorac (* 1965), kroatischer Politiker
- Dragan Roganović (* 1978), australischer DJ und Musikproduzent, siehe Dirty South (DJ)
- Dragan Stojković (* 1965), serbischer Fußballspieler
- Dragan Šutanovac (* 1968), Verteidigungsminister Serbiens
- Dragan Terzić (* 1971), bosnischer Fußballspieler und -trainer
- Dragan Todorović (* 1952), serbischer Politiker
- Dragan Tomić (* 1936), serbischer Politiker
- Dragan Trkulja (* 1964), serbischer Fußballspieler
- Dragan Umičević (* 1984), schwedischer Eishockeyspieler bosnischer Herkunft
- Dragan Velikić (* 1953), serbischer Schriftsteller und Botschafter in Österreich
- Dragan Kiriakow Zankow (1828–1911), bulgarischer Ministerpräsident

### Fiktive Personen
- Dragan, einer des Komikerduos Mundstuhl

### Familienname
- Andreea Drăgan (* 1997), rumänische Leichtathletin
- Andrzej Dragan (* 1978), polnischer Fotograf und Physiker
- Giuseppe Costantino Dragan (1917–2008), rumänisch-italienischer Unternehmer
- Jaromír Dragan (* 1963), slowakischer Eishockeyspieler
- Miroslav Dragan (* 1970), belgischer Comicautor
- Mirosław Dragan (* 1959), polnischer Fußballtrainer
- Stanisław Dragan (1941–2007), polnischer Boxer
- Zvone Dragan (* 1939), jugoslawischer bzw. slowenischer Politiker und Diplomat

## Varianten
- Dragaš, Dragivoje, Drago, Dragoljub, Dragomir, Dragoslav, Dragutin, Draghan, Drahoslav, Dražen, Dragiša, Drăgan